# Czesława Garnysz
Czesława Kazimiera Garnysz (ur. 1941 w Łodzi) – polska bibliotekarka, dyrektor Biblioteki Głównej PŁ w latach 1988–2003.

## Życiorys
Urodziła się w 1941 roku w Łodzi. Uczestniczyła w dwuletnim kursie dla pracowników bibliotek, realizowanym w Miejskiej Bibliotece Publicznej im. L. Waryńskiego. Po ukończeniu kursu w 1971 roku rozpoczęła pracę w Dzielnicowej Bibliotece Publicznej Łódź-Bałuty jako młodszy bibliotekarz – stażysta. W kwietniu 1974 roku zmieniła miejsce pracy znajdując zatrudnienie w Bibliotece Głównej Politechniki Łódzkiej na stanowisku młodszego bibliotekarza w Oddziale Informacji Naukowej. W 1976 roku podjęła studia bibliotekoznawcze na Wydziale Bibliotekoznawstwa i Informacji Naukowej Uniwersytetu Warszawskiego. Ukończyła je w 1980 roku. W 1982 roku objęła stanowisko kierownika Oddziału Gromadzenia Zbiorów, zaś rok później została powołana na stanowisko zastępcy dyrektora. W tym czasie była zatrudniona na stanowisku kustosza służby bibliotecznej, przechodząc wcześniej kolejno poszczególne szczeble biblioteczne.
28 marca 1988 roku Czesława Garnysz otrzymała nominację na funkcję dyrektora Biblioteki Głównej PŁ. Objęcie stanowiska nastąpiło 1 czerwca 1988 roku. Stanowisko zastępcy dyrektora objęła Elżbieta Rożniakowska. Za jej kadencji po raz pierwszy wydano przy wykorzystaniu techniki komputerowej „Bibliografię dorobku piśmienniczego pracowników PŁ za rok 1989”, otrzymano pierwszy komputer IBM PC AT oraz pierwszą sieć komputerową. Tworzono i eksploatowano nowe bazy danych, zaś w 1991 roku zakupiono system LECH pozwalający na budowanie katalogu, wyszukiwanie oraz rejestrację wypożyczeń książek. W ówczesnym czasie Biblioteka Politechniki Łódzkiej była jedyną łódzką biblioteką posiadającą skomputeryzowaną wypożyczalnię. W 1995 roku skład dyrektorski rozszerzył się o trzecią osobę, Błażeja Fereta, który objął stanowisko zastępcy dyrektora Biblioteki Głównej PŁ ds. technicznych. W dalszych latach stworzono stronę WWW biblioteki, wdrożono nowy system komputerowy HORIZON i uruchomiono listę dyskusyjną. Jako dyrektorka Czesława Garnysz nadzorowała także remont budynku przekazanego przez Uczelnię na samodzielną siedzibę Biblioteki Głównej. W 2002 roku odpowiadała za przeprowadzkę Biblioteki i przeniesienie wszystkich zasobów do nowej lokalizacji w budynku, który na początku XX wieku służył jako magazyn Fabryki Schweikerta. 1 stycznia 2004 zrezygnowała ze stanowiska dyrektora. Ostatecznie z Biblioteką rozstała się w maju 2006.
Jest autorem lub współautorem blisko 30 pozycji. Otrzymała odznakę Zasłużony dla Politechniki Łódzkiej, Zasłużony dla Kultury Polskiej oraz Srebrny (1995) i Złoty (2002) Krzyż Zasługi.